# Els Aspres (Empordà)
|  | Per a altres significats, vegeu «Aspres». |

Els Aspres és una unitat de paisatge empordanesa definida al catàleg de paisatge de les Comarques Gironines caracteritzat per un relleu irregular i suau, amb presència de petits turons i altiplans de sòls eixuts i poc profunds. És la zona de transició entre la plana empordanesa i el massissos de l'Albera i de les Salines.

## Trets distintius
- Relleu caracteritzat per un conjunt de serres baixes, suaument ondulades, que s'interposen entre la plana de l'Empordà i les serres de les Salines i l'Albera.
- Paisatge travessat per diversos cursos fluvials de dimensions modestes, com el Llobregat d'Empordà, el Ricardell, el Merdançà i l'Orlina.
- Les suredes són un dels boscos característics dels Aspres i han estat aprofitades històricament.
- A l'entorn de Campmany, Cantallops, San Climent Sescebes, Rabós, Vilamaniscle i Garriguella hi ha importants zones vitivinícoles. En aquests espais es concentren bona part de la producció de la Denominació d'Origen Empordà.
- Presència de petits nuclis de població d'origen medieval, agrupats al voltant de l'església parroquial.
- El corredor d'infraestructures format pel TAV, la A-2 i l'AP-7 i la MAT (soterrada), travessa els Aspres

## Principals valors en el paisatge
- Els Espai d'Interès Natural situats als Aspres, com els penya-segats de la Muga i els estanys de la Jonquera-Campmany.
- Pel seu interès connector, els cursos fluvials del Llobregat, la riera de Torrelles, la riera d'Anyet, l'Orlina i el Merdançà.
- La combinació entre boscos i conreus de vinya i olivera que colonitzen un territori de relleu ondulat.
- Les construccions de pedra seca pròpies de l'espai agrícola.
- Gran quantitat de monuments megalítics dispersos pel territori.
- El paisatge històric del suro i de la vinya dels Aspres.

## Elements naturals
Els Aspres d'Empordà s'estenen en una àrea de transició situada entre la plana de l'Empordà i les serres de les Salines i de l'Albera, al nord de la comarca de l'Alt Empordà.
El relleu està constituït per un conjunt de serres baixes, entre els 300 i els 500 m d'altitud, entre les quals s'estenen planes i valls, obertes pels rius, torrents i rieres que tenen les seves capçaleres en els relleus de les Salines o de l'Albera.
La disposició general de l'orografia ha condicionat notablement l'establiment de la xarxa fluvial, que és tributària, gairebé tota ella del riu Muga. De llevant a ponent els principals cursos fluvials són: la riera de Vilamaniscle, la Reguerada, l'Orlina, el Merdàs, l'Anyet, la riera de Torrelles, el Merdançà i el Llobregat d'Empordà. A l'oest del Llobregat, la xarxa fluvial va prenent una disposició nord-oest sud-est degut a la major complexitat orogràfica. El riu de la Guilla, el Ricardell, l'Arnera o el mateix riu Muga són els principals cursos fluvials d'aquesta part dels Aspres.
El riu Llobregat és sens dubte el curs més important dels Aspres, deixant de banda el petit tram del tot perifèric que té la Muga dins el perímetre de la unitat. Aprofita la disposició de la falla tectònica del mateix nom que es perllonga des de La Jonquera fins a Figueres, tot perfilant una vall a les seves ribes. És la depressió interna de majors dimensions i separa nítidament els sectors dels Aspres orientals, d'una banda, i els occidentals, de l'altra.
Els Aspres remeten a un tipus de territori rocallós, de materials geològicament senils, que contrasta amb les terres més planeres de la depressió empordanesa sedimentades en una època molt més recent. Això propicia la presència de sòls més pobres que condicionen el paisatge agrícola existent. Predominen les zones ondulades, de serres baixes i turons, separats per replans de mida variable, però mai extensos.
Els terrenys ondulats i de petites serres són estreps paleozoics o mesozoics formats per rengles de pujols arrodonits i terrasses d'erosió en procés de pre-aplanament. Els afloraments d'Ullastre a Sant Climent Sescebes i el que configura la serra d'Altrera, entre els nuclis de Masarac i Vilarnadal són les principals mostres d'aquest tipus de modelat al sector oest de la unitat.
En el sector oriental hi ha un seguit de petites conques endorreiques, entre el Llobregat i els pobles de Cantallops i Sant Climent Sescebes, en algunes de les quals s'han format llacunes temporals i permanents en aflorar els aqüífers. Gràcies al seu bon estat de conservació,aquestes zones humides tenen un considerable interès biològic. És el cas dels estanys de Campmany, dels Torlits i de Canadal.
Els Aspres són tancats a l'est per la serra de la baga d'en Ferran, quedant gairebé aïllats de les valls litorals que drenen directament a la Mediterrània.
Al sector occidental dels Aspres, a la seva part més meridional i al límit amb la Garrotxa d'Empordà, s'emplacen part dels relleus prepirinencs de la unitat geològica coneguda amb el nom d'escata de Bac Grillera-Biure, que es troba partida i deformada pels plecs del Paleocè, que cavalca i està separada per la falla inversa o encavalcament de Darnius. Aquesta sèrie d'encavalcaments i plecs dona peu a una litologia molt variada, amb afloraments ben contrastats que, en alguns casos, han estat aprofitats per activitats extractives. La complexitat dels afloraments remet a relleus més retallats a l'extrem sud-occidental de la unitat. Aquí la Muga s'encaixa descrivint meandres més tancats, aprofitats per bastir, als anys 60, l'embassament de Boadella.

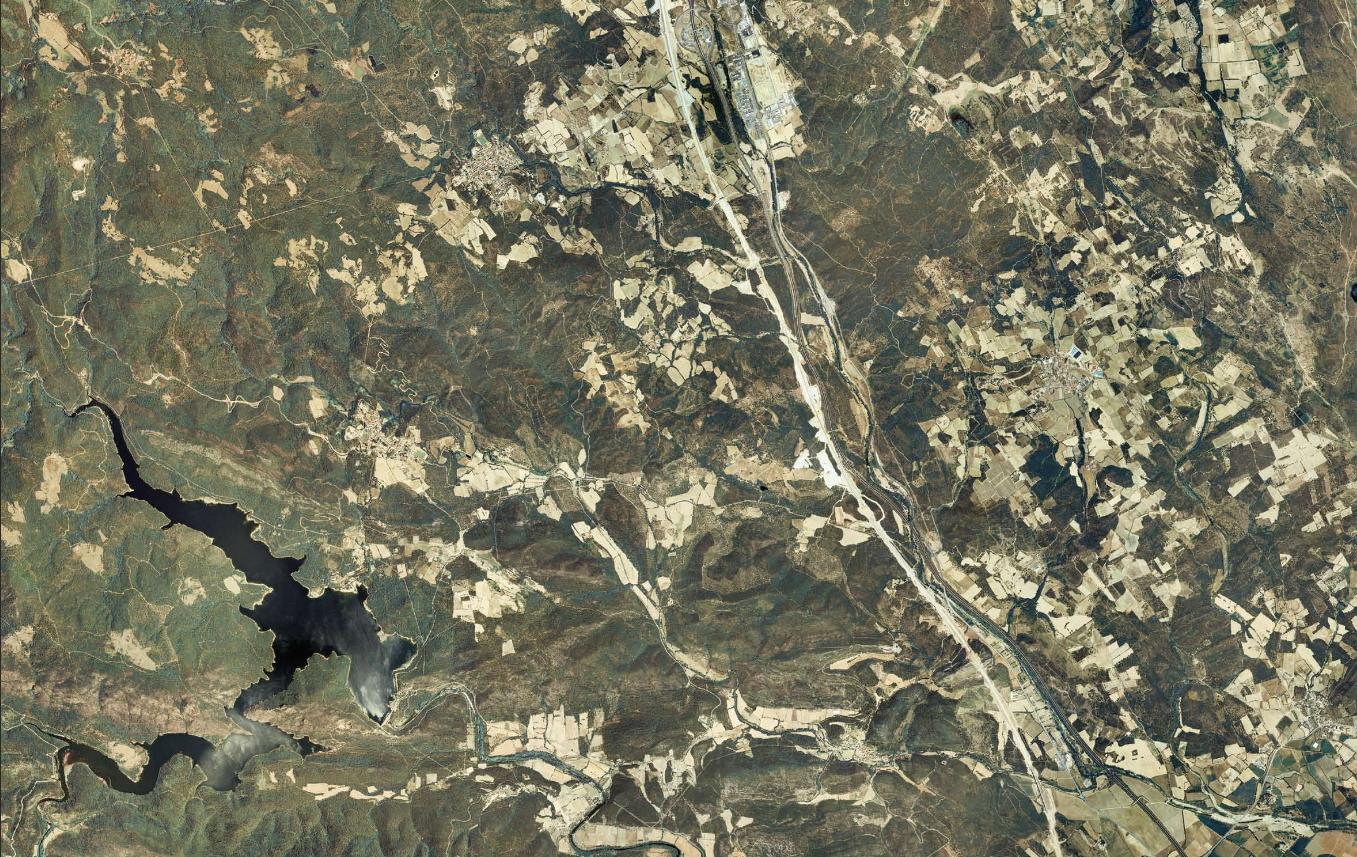
Vista aèrea de l'espai natural dels Aspres

La tramuntana és un element climàtic característic del paisatge dels Aspres. El seu efecte sobre el paisatge es manifesta de manera indirecta a causa de la sequedat que provoca en els boscos i els camps de conreus, amb el resultat d'un paisatge més sec del que li correspondria pel règim de precipitacions existent.
Sobre el substrat geològic del batòlit citat, que és també la part més muntanyosa, es localitzen les masses boscoses més grans de la unitat, constituïdes per boscos esclerofil·les de sureres (Quercus suber) o boscos mixts de sureres i alzines (Quercus ilex).
A mesura que es va cap a l'est les grans masses forestals arbrades perden entitat i són substituïdes per formacions arbustives de bosquines i prats. En són una bona mostra les brolles d'estepes i brucs o les timonedes de tomaní (Lavandula stoechas) que s'estenen sobre antics conreus de secà de diferents municipis: Rabós, Espolla, Cantallops, Sant Climent Sescebes, Campmany i Masarac. A les ribes dels cursos fluvials, de l'Orlina cap a l'oest, la verneda amb ortiga morta és la comunitat potencial més típica en aquests ambients, caracteritzats per un nivell freàtic superficial i més o menys constant. No obstant, per motius antròpics, ha estat substituïda per comunitats de degradació clapejades d'arbres de ribera: verns (Alnus glutinosa),salzes (Salix alba), pollancres (Populus nigra), freixes (Fraxinus angustifolia), etc.
La fauna és característicament mediterrània, s'hi troben rèptils com la serp verda (Malpolon monspessulanus) i el llangardaix (Timon lepidus). També hi ha una gran diversitat d'ocells: tallarols (gènere Sylvia), perdius (Alectoris rufa), gratapalles (Emberiza cirlus) o capsigrany (Lanius senator) hi són habituals. Pel que fa als mamífers destaquen els conills (Oryctolagus cuniculus) i la geneta (Genetta genetta).

## Evolució històrica del paisatge
La secular acció humana als Aspres ha introduït canvis en el paisatge prou intensos, sobretot a les parts més planes i baixes. Sense aquesta acció, el territori dels Aspres és d'esperar que estigués ocupat per la vegetació potencial pròpia del domini de la sureda i, en menor mesura, per l'alzinar. El domini potencial absolut de la surera queda tan sols interromput pels territoris ocupats amb la vegetació de ribera, a banda i banda dels cursos d'aigua més importants, on s'estendrien vernedes i els mosaics formats per aquestes i d'altres comunitats ripàries.
La presència humana mil·lenària ha deixat la seva petjada al paisatge dels Aspres tal com es manifesta ja amb els nombrosos monuments megalítics, alguns dels quals es remunten a més de 5.000 anys d'antiguitat.
A partir de llavors les comunitats pageses i ramaderes va construir dòlmens i menhirs funeraris als vessants de les muntanyes de l'Albera, de la serra de Rodes i del Cap de Creus. Són, doncs, més nombrosos al sector dels Aspres orientals i a la meitat septentrional.
L'elecció dels Aspres sembla lògica si es té en compte que les planes immediates de l'Empordà i del Rosselló estaven ocupades per grans extensions d'aiguamolls.
Alguns d'aquests monuments són els menhirs de Santa Fe, de la Murtra, dels Palaus o de Mas Noguers i els dòlmens del Quer Afumat, de Mas Baleta o de Mas Puig de Caneres, entre d'altres.
Les troballes d'època romana són escasses. La unitat era travessada per la Via Augusta, seguint un traçat similar a l'actual carretera Nacional II i l'AP 7. També hi ha documentada una segona via romana transpirinenca pel coll de Banyuls. Els vestigis de la vil·la altoimperial de Vilartolí, a Sant Climent Sescebes testimonien, així mateix, l'explotació agrícola d'una part del territori a partir de la trilogia mediterrània de secà (vinya, olivera i blat).L'estructura del poblament dels Aspres va quallar al llarg de l'Edat Mitjana, ja fos per la consagració de nous temples parroquials que activaren la conformació de petits nuclis urbans al seu voltant, per la presència d'alguna fortificació senyorial, per l'agrupació d'un conjunt de masos o per l'existència d'una cruïlla de comunicacions. La fesomia d'aquests nuclis urbans sobreviu, sovint sense grans alteracions, com a tret definitori del paisatge urbà actual, especialment si tenim en compte que la majoria dels pobles estan mancats de grans eixamples que hagin modificat significativament la morfologia urbana. Els edificis que més sobresurten són grans esglésies, sovint fortificades i d'origen romànic, a més d'alguna construcció defensiva o petit castell.
A Campmany l'estructura descrita és evident, amb una plaça del Fort, centre del recinte emmurallat i amb una església parroquial romànica documentada ja el 1062. No menys sobresortint, arquitectònicament, és l'església parroquial de Rabós, també fortificada, i documentada el 884. A Darnius, l'església parroquial romànica que centra al recinte medieval fortificat del poble s'esmenta l'any 1092. A La Jonquera, una nova església (segle xiv) construïda a tocar del vell camí transpirinenc vers el Rosselló, possibilità la formació d'un nucli urbà d'estructura lineal al llarg de la via. Al costat dels nuclis principals n'hi hagué d'altres de més secundaris i rurals com l'Estrada (Agullana), Vilartolí (Sant Climent Sescebes) o Delfià (Rabós). En el procés de poblament també hi tingueren a veure antics monestirs com el de Sant Quirze de Colera (s. X).
Ja sigui des dels emergents nuclis urbans o des dels nombrosos masos disseminats, les principals transformacions que visqué el paisatge dels Aspres durant l'Edat Moderna estigueren relacionades amb el sector agrari, que va ser el mitjà de subsistència bàsic dels seus habitants. Al segle xviii s'incrementaren les terres de conreu, amb produccions de vinya i d'olivera, gràcies a la demanda d'aquest tipus de producte d'una societat en expansió demogràfica i econòmica.
Al llarg d'aquest segle els nuclis urbans augmentaren el seu perímetre, superant definitivament els closos fortificats medievals.
Fou també al segle xviii quan la manufacturació del suro s'afermà i quan començaren a proliferar petits tallers suro-tapers a Darnius, a Agullana i a La Jonquera, principalment. D'aleshores ençà les masses forestals d'alzina surera es van veure afavorides en detriment d'altres espècies arbòries, fins i tot en ambients allunyats del seu òptim. L'explotació forestal d'espècies com el roure i l'alzina es van sotmetre a diverses regulacions governamentals per tal de garantir el proveïment de fusta al sector naval i armamentístic. Les ordenances disposaven que la Reial Farga de Sant Sebastià (Sant Llorenç de la Muga) disposés de tot el carbó vegetal que requerís pel seu funcionament. Boscos com els de Darnius van rebre l'afectació directa d'aquesta normativa.
Les bones perspectives de rendiment dels boscos, fonamentalment de les suredes, no només incidí sobre el paisatge forestal sinó que deixà la seva empremta als nuclis urbans.
Agullana és un dels municipis on l'expansió fou més notable, amb l'erecció de grans edificis de dues i tres plantes, i baixos aptes per a la instal·lació d'indústries, a més de diversos edificis modernistes i dels acabats viaris.
Al segle xix nous esdeveniments incidiren en el paisatge dels Aspres. El més significatiu tingué a veure amb la plaga de fil·loxera, que afectà a les vinyes. Durant l'interval que es va produir entre el moment que l'insecte va arribar a Europa (1863) i el moment en què va penetrar a Catalunya (1879), l'expansió del sector i la plantació de noves vinyes fou extraordinari. N'és clara la tendència als municipis dels Aspres orientals a la dècada 1870-79, quan el veí mercat francès queda desatès per l'afectació de la malura. No obstant, el 1879 la plaga travessà el Pirineu. Rabós fou el primer poble de tot Catalunya es documentà la seva presència. A Campmany el 1881 quedaren destruïdes la totalitat de les 637 ha de vinya que tenia el municipi. Tot i que part de la vinya es tornà a recuperar amb ceps americans, la demanda va quedar lluny dels nivells anteriors, de manera que moltes de les antigues feixes no tornaren a conrear-se i en disminuí la producció. A indrets com Darnius, moltes vinyes foren substituïdes per suredes.
Al segle xx els fets que incidiren en el canvi del paisatge dels Aspres tingueren a veure amb dinàmiques estructurals, com la pèrdua de la rendibilitat de les activitats forestals (com el carboneig o la llenya) o de part de la producció agrícola. Com a conseqüència, els boscos van anar guanyant en extensió i es van densificar; i, per la seva banda, les zones de conreus dels replans muntanyosos (les terres més marginals i inaccessibles) es van abandonar. La incidència d'alguns fenòmens puntuals, com l'onada de fred de 1956, accentuà la dinàmica anterior. En aquest cas l'onada de fred provocà l'arrencada o abandonament de part de les oliveres. El seu espai fou ocupat per garrigues, brolles i, en darrer terme, boscos.
S'han d'afegir encara altres elements importants en la transformació del paisatge. Primerament, la construcció de l'embassament de Boadella, entre 1959 i 1969, que inundà la part inferior de la vall de l'Arnera i del paratge conegut amb el nom de Muga Torta (3,4 km² inundats). En segon lloc, a mitjans de la dècada de 1970, la construcció del tram de l'autopista AP-7 comprès entre Figueres i la frontera amb França, la qual ressegueix la vall del riu Llobregat de forma paral·lela a la carretera N-II.
Un fenomen recorrent a partir de la dècada de 1970 van ser els incendis forestals que van anar alterant el paisatge d'àmplies zones, especialment al sector orient al dels Aspres, on la menor pluviometria, i l'efecte ressecador i la força del vent de tramuntana es deixen sentir de forma més marcada. Per la seva magnitud devastadora cal fer esment de l'incendi de mitjans de juliol de 1986 que, amb 15.949 ha, cremà bona part dels vessants inferiors de l'Albera i penetrà de ple als Aspres.
Encara que de forma més puntual, no s'han d'obviar altres actuacions com l'establiment, a la dècada de 1950, del campament militar de Sant Climent Sescebes, amb unes dimensions d'unes 30 hectàrees, això és, superior a la del nucli urbà del mateix poble. A la superfície del campament cal sumar-hi, a més, la superfície del camp de tir annex.

## Paisatge actual
En el paisatge actual dels Aspres destaca l'extensa ocupació que té la vegetació espontània, amb un 72% de la superfície global. Dintre d'ella cal distingir entre l'àrea corresponent als boscos (32%) i la que s'atribueix a les bosquines i prats (38%). A força distància, l'espai agrícola és el segon àmbit que caracteritza el paisatge dels Aspres, amb el 23% de la superfície. Dins d'ell la vinya (amb el 12%) i els conreus herbacis de secà (amb el 9%) són les categories majoritàries. Per tant, la suma de la vegetació espontània més els espais agrícoles ascendeix al 95,5% de l'espai. La resta s'atribueix a l'espai construït (2,63%) i a les aigües continentals (1,77%). Pel que fa a l'espai construït, en ell hi ha les infraestructures viàries (1,42%) mentre que al de les aigües continentals, s'inclou l'àrea inundada per l'embassament de Boadella.
La distribució dels àmbits citats no és homogènia. A l'oest del Llobregat hi ha un domini bastant aclaparador del bosc d'esclerofil·les, específicament de sureres o boscos mixts de sureres i alzines. Al seu sotabosc conviuen plantes forestals pròpies de l'alzinar amb d'altres d'heliòfiles que hi troben acollida gràcies a l'ambient relativament lluminós que permeten les capçades poc denses de l'arbre dominant. En general, aquestes formacions es fan sobre substrats silicis, fins a uns 400 m. d'altitud i solen ocupar vessants poc accessibles i, per tant, no gaire pertorbats, preferentment obacs. N'hi ha els exemples més representatius a l'oest de l'eix definit pels nuclis urbans d'Agullana i de Darnius.
Als Aspres del sector occidental el sòl agrícola es circumscriu, bàsicament, a la plana que s'obre a l'est d'Agullana i que, en suau pendent, descendeix fins a la Jonquera. Els replans agrícoles de la zona de Bosquerós (Campmany) i la perifèria de Darnius són molt més reduïts. Així doncs, en aquest àmbit dels Aspres els espais oberts són escassos; cas a part és la gran làmina d'aigua que ha dibuixat la presa de Boadella.
Als Aspres del sector oriental, el paisatge té unes característiques sensiblement diferents. Els boscos hi són molt menys presents i en el seu lloc prenen protagonisme les bosquines i prats, que guanyen presència als municipis de Rabós i Vilamaniscle. La brolla d'estepes i brucs és la formació arbustiva més abundant. Hi ha altres tipus de formacions, però tenen una extensió molt menor. És el cas de les timonedes de tomaní, que prenen la forma de matollars en general baixos i esclarissats corresponents a fases primerenques de colonització d'antics conreus de secà (sobretot vinyes i olivets). Aquest tipus de formació es presenta al nord-oest del campament militar de Sant Climent Sescebes. Completen el paisatge vegetal alguns prats de pastura, com els existents a la vall de Sant Quirze de Colera o a les proximitats dels aiguamolls endorreics.
Al voltant dels nuclis urbans, coincidint amb una topografia més plana, hi ha una major presència de terres cultivades, en detriment de boscos i brolles. És un fet constatable sobretot cap al sud, a les zones més planeres. Són especialment significatives les superfícies agrícoles que s'estenen a redós de localitats com Campmany, Sant Climent Sescebes i Espolla. Els paisatges de la vinya en són el tret distintiu cabdal i, als pobles, els edificis cooperatius i cellers són la constatació arquitectònica del pes que té aquest conreu.
No hi falten els cereals i els olivets, aquests darrers sobretot a sectors més perifèrics dins la plana. El mosaic agroforestal es manté i les planes, ben treballades, s'alternen amb els turons o serrats poblats per brolles o algun retall de bosc. Els espais agrícoles també es localitzen longitudinalment a les estretes planes riberenques com el Merdançà, la riera de Torrelles o la riera d'Anyet. En elles no hi manca algun retall d'horta.
L'expansió urbana ha mantingut, per regla general, uns perímetres ben definits, amb uns nuclis històrics que mantenen tota la seva personalitat, formats per habitatges de planta baixa i pis, amb façanes de pedravista o arrebossades i coronats per teulades de teula àrab a dues aigües. Les construccions més altives són els cloquers parroquials o alguna antiga torre o fortificació amb funció originàriament defensiva.
Cas a part és el nucli de la Jonquera. El seu recinte baix-medieval, ampliat després a banda i banda del camí ral, s'ha vist del tot superat tant des d'un punt de vista físic com pel que fa a la tipologia edificatòria; no hi manquen blocs de pisos, alguns d'ells de certa alçada, així com grans centres comercials, magatzems, aparcaments i benzineres. La funció de duana i d'aturada obligada expliquen aquest creixement que va tenir algunes dates clau com l'any 1963, amb la inauguració de les noves duanes i de la circumval·lació de la carretera N-II i, l'any 1975, amb l'obertura de l'autopista. En l'actualitat és possible resseguir un bon nombre d'instal·lacions com les descrites al llarg de més de 3 quilòmetres de la carretera N-II.
La vall del Llobregat és el sector més transformat. No tant pel creixement urbanístic, que queda circumscrit al cas de la Jonquera i rodalia, sinó pel fet que, transversalment, s'han emplaçat grans infraestructures de comunicacions: carretera N-II, autopista AP-7 i, recentment, les vies del tren d'alta velocitat. Les infraestructures de tipus lineal, han aprofundit la incisió natural de la vall del Llobregat, la qual ja dividia els Aspres en dues meitats ben diferenciades.

## Valors en el paisatge
Els Aspres atresoren elevats valors naturals i ecològics amb una dimensió paisatgística malgrat que els grans espais d'interès natural que gaudeixen de protecció especial a l'Alt Empordà resten fora del seu perímetre (excepte un sector reduït del PNIN de l'Albera). Els extensos boscos, fonamentalment d'alzines i suros cobreixen els vessants muntanyosos del sector occidental del territori, sobretot a l'oest de la diagonal compresa entre la Jonquera i el sud de Darnius. Aquestes forests són peces que potencien la connectivitat ecològica i paisatgística entre àrees molt diferenciades.
Els cursos fluvials secundaris que drenen, al sector occidental dels Aspres, els vessants de les Salines, i a l'oriental, la serra de l'Albera, són també eixos potencials de connectivitat ecològic-paisatgística entre la plana i la muntanya alt empordaneses. En la majoria dels casos travessen els Aspres en la seva totalitat en un sentit nord-sud. Al sector oriental serien bons exemples: la riera de Torrelles, la riera d'Anyet, l'Orlina o el Merdançà. Aquests cursos d'aigua discorren per zones que han estat afectades per incendis, per àrees de bosquines i brolles i entre zones agrícoles. Per tant, disposar d'uns eixos fluvials amb un bon grau de naturalització permetria reforçar la seva funció com a corredors.
El riu Llobregat, per la seva longitud i la seva posició central entre els dos sectors dels Aspres, esdevé, potencialment, una zona de connexió biològica i paisatgística entre el Pirineu axial de les Salines i l'Albera, per una banda, i la plana alt empordanesa per l'altra. No obstant, el pas d'infraestructures de primer ordre resseguint les seves ribes i la previsió d'ampliació o la construcció de noves en el futur (N-II i desdoblament, autopista AP-7 i construcció d'un tercer carril per sentit, tren d'alta velocitat i línia elèctrica de molt alta tensió), comprometen seriosament aquesta funció.
Un dels elements d'interès paisatgístic i ecològic a citar dins els Aspres és un conjunt de vint-i-dos petits estanys o basses: els estanys de Canadal, els estanys de Bell-lloc i els estanys de Sant Climent. Aquests estanyols emmagatzemen aigua durant tot l'any o bé durant una llarga època que coincideix amb el període no estival. Conformen la part central d'un terreny declinat pel qual no pot circular l'aigua de pluja. A això se suma l'alimentació per aigua freàtica, amb el consegüent efecte d'oscil·lació de les aigües al llarg de l'any, que pot provocar en l'època estival la seva desaparició total o parcial per l'efecte de l'evaporació. En ells es poden diferenciar cinc biòtops ben definits: els relacionats estretament amb l'aigua –canyís, jonqueres i marges dels estanys–,els prats i herbassars, els conreus amb marges de garriga, les brolles i brucs, i la sureda. Per tant, es generen una diversitat d'ambients i d'espècies molt diversa si s'ateny a la seva superfície.
Faunísticament els estanys se situen dins les vies migratòries de determinades aus, com la cigonya blanca (Ciconia ciconia), l'agró roig(Ardea purpurea) o els camallargs (Himantopus himantopus), entre d'altres. Aquestes reduïdes zones humides representen un refugi per a les aus abans de continuar les seves rutes i travessar els Pirineus. A part de les aus els estanyols també tenen rellevància pels mamífers, com la musaranya nana (Suncus etruscus), la rata d'aigua (Arvicola sapidus), el teixó (Meles meles), els rèptils, com la tortuga de rierol (Maurems caspica), la colobra de collar (Natrix natrix), i els amfibis, com ara el tòtil (Alytes obstetricians) i el galàpet pigallat (Pelodytes punctatus).
La part més representativa dels estanys ha estat catalogada com a àrea PEIN, concretament els estanys de Canadal o de la Jonquera. En ella s'han observat i catalogat 115 espècies d'ocells, 23 de mamífers i 24 de rèptils i amfibis.
En l'extrem sud-oest, i en el límit amb les unitats de l'Alta Garrotxa i de les Salines s'inclou bona part de l'espai pertanyent al PEIN i conegut amb el nom de «penya-segats de la Muga». Aquest espai, ubicat a la riba esquerra del barranc del Cau o del Rimal, dins el terme de Sant Llorenç de la Muga, ofereix uns trets singulars dins el territori prepirinenc, ja que presenta un conjunt de penya-segats triàsics, constitutius bàsicament per conglomerats vermells. El principal interès és la singularitat botànica existent als afloraments, que determina un enclavament d'alt interès biogeogràfic. S'ha de ressenyar la falguera africana (Pellaea calomelanos), que habita en les fissures de les roques termòfiles; també s'ha de citar d'altres espècies de gran interès biològic i micològic, com Leucobrium juniperoides i Harpalageana ovata, que tenen en aquest lloc l'únic punt de distribució a Catalunya.
En darrer terme, l'extrem oriental dels Aspres s'inclou dins els límits de l'àrea PEIN de l'Albera (vessants de la serra de la Baga d'en Ferran i vall de Sant Quirze de Colera). El sector de la vall de Sant Quirze de Colera pertany, a més a més, al Paratge Natural d'Interès Nacional de l'Albera, que ha estat declarada com a Reserva Natural Parcial per a la protecció de la tortuga mediterrània (585 ha).
La Xarxa Natura 2000 ha recollit tots aquests espais d'interès i els ha ampliat. Així, el perímetre de l'àrea de l'Albera s'ha eixamplat i baixa de cota fins a apropar-se als nuclis de Rabós, Espolla, Els Vilars i Cantallops. També s'ha augmentat notablement l'àrea pertanyent als estanys de la Jonquera. Complementàriament s'inclou un espai nou designat amb el nom «Riu Llobregat d'Empordà», amb 306,2 ha a més de les ribes del riu de la Guilla-riera del Gou (fins al límit amb l'àrea compresa dins les Salines), trams del torrent Bosquerós i de la riera de Torrelles, així com la totalitat del riu Orlina.
Hi ha alguns peus arboris declarats per la Generalitat com arbres monumentals i inclosos en un catàleg de protecció a nivell català. Serien els casos dels suros de Mas Perxés i El Fadrí (Agullana), el plàtan de Can Compte (Campmany), el plàtan d'en Massot (Darnius) i el Suratell (La Jonquera). No obstant, hi ha altres peus que gaudeixen d'una certa popularitat a nivell local com l'auró negre de la pedra dreta (Rabós), els àlbers de Sant Quirze de Colera, els castanyers de la font dels Monjos, el suro de la roca del bolet (Agullana) o l'alzina de Can Batlle de l'Estepa (Agullana), entre d'altres.
A un altre nivell s'ha d'esmentar la inclusió parcial de dues àrees d'interès geològic. D'una banda la geozona «serra de Mont-roig i encavalcament de Biure», un dels espais més valuosos com a recurs didàctic per la comprensió del que és l'estructura geològica del Pirineu. Aquesta àrea es troba compartida amb les Garrotxes d'Empordà. En segon lloc, també compartida amb la Garrotxa d'Empordà, s'inclou part de la geozona «Boadella-La Salut de Terrades». A banda de tots aquests espais protegits o inventariats, cal destacar altres espais d'interès natural i connector definits en el Catàleg d'Espais d'Interès Natural i Paisatgístic de les Comarques Gironines elaborat i editat per la Diputació de Girona l'any 2009. Aquests espais són: garrotxa d'Empordà (sector septentrional); plans al·luvials de la Muga; garrotxa d'Empordà (sector meridional); capçalera del riu Llobregat i Sant Julià dels Torts; plans al·luvials del riu Llobregat; serra Blanca - el Bosquerós; Aspres de l'Albera i Aspres de l'Orlina.
Un dels principals valors estètics és el de la combinació que s'observa, sobretot a les planes ondulades, entre els retalls forestals arbrats, els conreus d'oliveres i els de les vinyes. D'altra banda, en els vinyers, el canvi de les estacions també comporta una profunda transformació en l'aspecte que ofereixen. En la mesura que avança la primavera i l'estiu, la verdor intensa dels pàmpols confereix a la vinya un aspecte de bosquina domesticada que esdevé verger quan els fruits fineixen la seva maduració, just abans de la verema. Al pic de l'hivern, contràriament, d'aquelles bosquines tan sols resten com a testimoni els peus despullats i recargolats dels ceps. Si abans el que dominava en el paisatge era la ufana del vegetal, ara el protagonisme el pren el terrós dels camps. És un efecte especialment visible a redós de pobles com Campmany o Espolla.
El domini de l'horitzontalitat es veu trencat quan els camps són flanquejats pels cursos fluvials tributaris del Llobregat, delimitats alhora per sanefes de vegetació arbòria de ribera a voltes ben constituïda. Això també succeeix amb els paravents formats per fileres de xiprers per atenuar els efectes de la tramuntana, tot i que no és una de les zones de les Comarques Gironines on abunden més.
Un efecte estètic significatiu és el que produeix l'embassament de Boadella en relació amb el seu entorn. La presa sobre la Muga ha creat una làmina d'aigua de 3,4 km² de superfície i 21 km de perímetre quan el nivell és màxim. La manera com aquesta extensa làmina d'aigua interactua amb els voltants, des d'una perspectiva paisatgística, és molt diversa en funció de les circumstàncies. Amb el nivell màxim, l'efecte és el d'un gran estany cenyit per una zona muntanyosa de cingleres i forestal, amb múltiples entrants i sortints, fins i tot rocallosos, especialment a paratges com el de la Muga Torta. Els colors de les seves aigües varien en funció de l'estat del cel i de les masses boscoses de les seves ribes. Quan la tramuntana és intensa i l'embassament es troba molt ple, l'aigua s'altera notablement; en els episodis on el vent bat més fort són ben visibles núvols de diversos metres formats per milers de petites gotes que poden superar la paret de la presa. No menys espectacular és l'obertura de comportes o dels desguassos de fons per regular grans avingudes o «Mugades». Contràriament, quan l'embassament conté poca aigua, la percepció és una altra, amb una orografia que ha estat desprotegida de la seva cobertura, amb un terreny nu que contrasta amb els dels verds intensos de les àrees forestals on mai arriba la inundació.
Des del punt de vista geològic el procés de meteorització del granit sovint origina formacions arrodonides prou singulars o petits caos de boles, alguns donant peu a toponímia centenària com la roca Cagalera a Campmany, citada ja el 1331. L'efecte d'aquestes petites formes del modelat granític és, en certa manera semblant al produït per alguns grans megàlits situats en entorns rocallosos.
El pas del riu Llobregat pel nucli històric de la Jonquera origina una composició paisatgística prou representativa. Aquí el riu es combina amb el pont i amb les façanes de diversos colors que s'hi aboquen des d'una riba, mentre que a l'altra s'estén un passeig flanquejat per plàtans. Igualment es pot anomenar el recinte murallat de Campmany del qual sobresurten les torres i el campanar d'espadanya de l'església parroquial de Santa Àgata, cobert amb una teulada a dues aigües.
Estèticament també destaca el conjunt d'assentaments de petita dimensió, de tons ocres i amb el campanar com a element més destacat.
Aquest nuclis s'imbriquen en una matriu agroforestal caracteritzada pels conreus de vinya i olivera estructurada, en part, per murs de pedra seca, intercalats amb petites bosquines. Els nuclis de Campmany, Sant Climent Sescebes, Espolla, Mollet de Peralada, Cantallops, Rabós i Vilamaniscle, entre d'altres, formen part d'aquesta tipologia d'assentament. D'altra banda s'atribueix certa rellevància estètica i paisatgística a la carretera entre Garriguella i Campmany (GI-602 i GI-603), ja que segueix el trajecte històric entre les dues poblacions, adaptant-se a les particularitats del terreny i passant per altres nuclis, com Espolla, Rabós i Sant Climent Sescebes.
Són diversos els elements dels Aspres que apleguen diferents valors històrics. Pel que respecta al patrimoni construït, els nuclis de les poblacions, presidits per esglésies parroquials d'origen mil·lenari, per fortificacions o per la barreja d'ambdues són el testimoni d'un ric paisatge urbà.
Això és constatable, sobretot, a Campmany, Darnius, Agullana, Rabós, La Jonquera i Cantallops. En alguns d'ells, a les trames urbanes se superposen processos successius en el temps que, sumats, permeten entendre el que ha arribat fins a l'actualitat. En el cas de Darnius, al nucli medieval circular, originàriament emmurallat a redós de l'església, s'afegeix un llarg raval a banda i banda del camí que hi menava des de Figueres; a la Jonquera. No es pot oblidar el monestir romànic de Sant Quirze de Colera, emplaçat al centre de la seva solitària vall però que fou cabdal per consolidar el poblament a l'inici del segon mil·lenni.
Pel que respecta al poblament, si hi ha un testimoni històric que imprimeixi personalitat al paisatge dels Aspres, és el dels nombrosos monuments megalítics que confirmen la presència humana ja fa 5.000 anys. Aquestes arquitectures funeràries s'aixequen als llocs més inesperats i aprofiten la roca de l'entorn, ja sigui granit, gneis, esquists o pissarres. De fet és la primera utilització de la roca de l'indret que, en sectors aturonats, també prendrà forma de parets de pedra seca per aixecar feixes o per a la construcció de barraques.
Des de la perspectiva històrica els usos vinculats als aprofitaments agroforestals també tenen les seves manifestacions tant a les àrees de muntanya com a les parts més baixes. A les àrees de muntanya l'extracció del suro modificà l'aspecte de les masses forestals, tot afavorint l'alzina surera, practicant neteges selectives i llevant la part inferior de les escorces. A més a més, també tindrà la seva traducció a nuclis com Agullana, Darnius o la Jonquera, propiciant l'aparició de tallers i el seu creixement demogràfic i urbanístic.
A la plana, l'expansió de la vinya és l'ús principal que ha modificat el paisatge, sobretot a redós dels pobles del sector oriental i a les àrees de menors pendents compreses entre els turons. La construcció de cooperatives i cellers és el principal efecte directe de l'expansió vitivinícola dels segles xviii i xix. El celler Santamaria (s. XVII), la cava antiga del celler Oliveda (ambdós a Campmany) o el celler cooperatiu d'Espolla, projectat per l'arquitecte figuerenc Pelai Martínez i fundat el 1931 són alguns dels edificis més notables.
Altres elements no aliens a la dimensió històrica són aquells vinculats amb determinats fets bèl·lics, més encara en una zona propera a la frontera amb França i amb una via de comunicacions de primer ordre. Alguns vestigis de guerra són les fortificacions existents a la perifèria de la Jonquera, l'antiga fàbrica reial de munició de Sant Sebastià de la Muga, actualment submergida sota les aigües del pantà de Boadella, o el mateix castell de Mont-roig.
Molt més recent en el record quedaran les repercussions de la Guerra Civil (1936-39) com els vestigis defensius de la línia P (Pirineus), amb alguns búnquers i trinxeres aixecades pel nou règim per fer front a la possible invasió des de França.
La fesomia del paisatge agroforestal que ha arribat a l'actualitat no s'entendria sense els valors productius, ja sigui dels boscos o dels conreus. Al sector més muntanyós les suredes han estat treballades, sobretot des de finals del segle xviii. Tot i que es continua extraient el suro, la intensa vinculació que existia en el passat entre els habitants dels Aspres i els seus boscos s'ha diluït, essent la pela dels boscos una activitat actualment en declivi, alhora que la pràctica totalitat de tallers suro-tapers han tancat. L'altra gran activitat productiva amb una plasmació marcada en el paisatge és la de la vinya. Bona part dels Aspres pertany a la zona vitivinícola amb denominació d'origen Empordà-Costa Brava, produït per les cooperatives vinícoles a Rabós, Espolla, Vilamaniscle, Sant Climent Sescebes, Campmany i Masarac. A part de les cooperatives cal afegir-hi els cellers particulars i que a localitats com Campmany, amb un total de 6 (un d'ells del segle xvii), són un element que reflecteix el dinamisme i l'arrelament del sector. En total es comptabilitzen 14 cellers de diverses dimensions, èpoques i tipologies, incloent-hi les cooperatives.

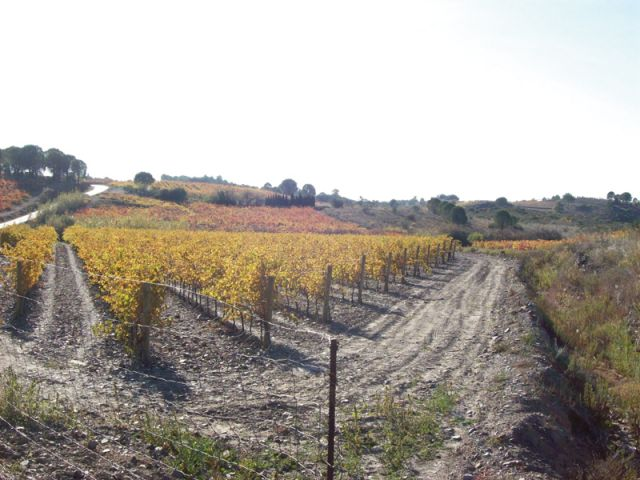
Paisatge vitivinícola dels Aspres

La superfície dedicada al cultiu de l'olivera ha permès el desenvolupament d'un petit sector productor d'oli, si bé de menys importància que la vinícola. A Espolla hi ha una cooperativa amb trull i netejadora.

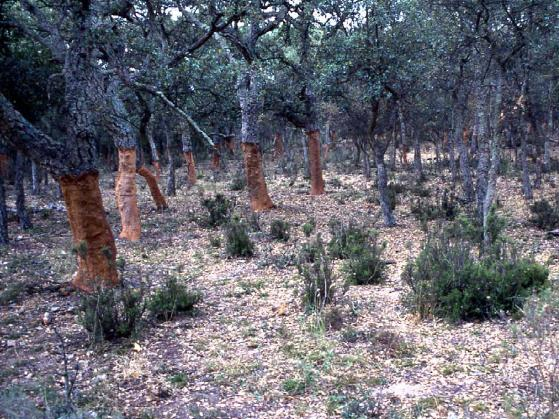
Sureda al municipi de Darnius

Altres valors productius des de la perspectiva agrària, encara que d'una rellevància molt inferior són els relacionats amb la ramaderia. L'existència de vells corrals, sobretot a les valls més properes als vessants de l'Albera, són vestigis d'una activitat vinguda a menys i amb una implantació més marginal que dècades enrere.
L'existència d'un entorn amb valors patrimonials reconeguts (com la concentració de megàlits) i la proximitat d'altres espais igualment suggestius com el massís de l'Albera, el Cap de Creus o els Aiguamolls de l'Empordà fa que als darrers anys s'hagin incrementat les activitats lligades al turisme. Al conjunts dels Aspres es comptabilitzen catorze allotjaments de turisme rural: sis a Campmany, dos a Agullana, dos a laVajol i un a Rabós, Vilamaniscle, Darnius i Espolla. Complementàriament, l'existència de l'embassament de Boadella ha estimulat l'eclosió de diverses activitats turístiques i recreatives a les seves ribes: un club nàutic per a embarcacions sense motor, pesca esportiva (amb el corresponent vedat de pesca), club de tennis, així com iniciatives pròpies del turisme actiu i d'aventura. Lligat amb l'excursionisme, la inclusió de la zona dins el projecte de senyalització de camins i d'itineraris conegut com a «Itinerànnia» ha de permetre, properament, ampliar la xarxa de recorreguts marcats que faciliti la descoberta, a peu, de molts dels paratges i paisatges que caracteritzen la unitat.
Els valors socials del paisatge estan íntimament lligats a la història i l'economia tradicional. Hi ha algunes col·leccions i exposicions museïtzades que pretenen apropar les activitats tradicionals i la valoració de l'entorn tant a la població local com als visitants. Un exemple és el petit museu de la família Santamaria en una de les dependències del seu celler de Campmany. S'hi exposen estris relacionats amb l'elaboració del vi i informació i documents sobre l'època de la fil·loxera. A La Jonquera, al casal de can Laporta, hi ha el centre d'interpretació de l'Albera, amb plafons explicatius sobre activitats tradicionals com la vinya o la pela del suro. També a La Jonquera s'ubica el Museu de l'Exili, on es pot aprofundir en la coneixença, d'una manera didàctica, del que suposà l'exili de la Guerra Civil però també d'altres exilis produïts arreu del món.
Al paratge de la font del Conill, prop d'Espolla i al costat del riu Orlina hi ha una àrea de lleure habilitada des de 1993, amb taules, bancs, graelles, un pont i una plantada d'arbres, tot plegat en un entorn endreçat.
Els valors simbòlics i identitaris són especialment importants. L'existència de contes, de llegendes o d'històries que s'han creat a partir d'un fet real proliferen en un àmbit on els monuments megalítics, els paratges boscosos i els cursos d'aigua són força abundants. Aquest tipus de relats tenen també com a eix central alguns esdeveniments històrics vinculats amb les guerres protagonitzades pels francesos, el contraban, els bandolers (o trabucaires), els carlins o amb construccions prou suggestives com esglésies o ponts. Les llegendes més importants estan lligades al monestir de Sant Quirze de Colera i als seus monjos o al castell de Campmany. També n'hi ha vinculades a la forma o la posició que tenen menhirs i dòlmens. Algunes d'elles han estat recollides pel folklorista Joan Amades.
El castell de Mont-roig té també una important càrrega simbòlica vinculada en part a les guerres amb els francesos. En acabar la guerra civil es produí així mateix un massiu desplaçament de població cap a l'exili. Alguns masos, punts de la mateixa carretera cap a França i passos secundaris tenen una important càrrega simbòlica per aquest fet. És el cas de can Descals, el mas Perxers o can Barris.
Algunes activitats i oficis perfectament identificables amb els Aspres i el seu medi són els dels carboners, els traginers, els llevaires, els burricaires, els tapers (treball del suro), els paredaires i barracaires (parets de pedra seca), els peguers, els rabassaires o els tofoners.
Algunes festes i tradicions associades als cicles de determinades produccions com la verema o l'elaboració d'oli tenen també una important càrrega simbòlica. És el cas de la fira de l'oli i de l'olivera que cada any es realitza a Espolla o la fira «Avajonera» de productes naturals i artesans, a la Vajol. A Campmany hi ha la festa de la verema a la segona quinzena de setembre. També es pot destacar la festa de la xuia, a Agullana i del ranxo, a Campmany, ambdues durant Carnestoltes.
L'existència d'un nombre elevat de sepulcres megalítics mil·lenaris als Aspres remet a una època a on ja s'efectuen unes intervencions en el paisatge que es relacionen amb unes creences i pràctiques associades amb la mort i amb un cert sentit de transcendència. La utilització de dòlmens i menhirs com a llocs d'enterrament de grups humans successius, fins i tot amb rituals diferents, demostraria una important vinculació no només amb el passat sinó de l'espai físic real i simbòlic dedicat a la mort. Amb la construcció d'un monument megalític un grup humà s'apropia d'un espai natural i la seva reutilització no deixa de ser una reafirmació d'aquesta apropiació del territori, en nom del passat. De vegades aquests monuments presenten motius gravats fets per repicat a la roca coneguts amb el nom d'inscultures. La tècnica s'emprà a la Roca dels Sacrificis de Campmany o la coberta del sepulcre de corredor del barranc d'Espolla.
Les construccions religioses més rellevants de la unitat daten de l'edat mitjana. El més rellevant és el conjunt monàstic de Sant Quirze de Colera, al bell mig de la seva vall, on destaca el temple de planta basilical construït al segle xi. És tot un referent constructiu i paisatgístic de la unitat, conegut popularment amb el nom del «Convent». També són especialment remarcables els temples parroquials romànics d'Agullana i de Darnius i, en menors mesura, el de Rabós d'Empordà. Aquests elements són la peça que atorga una major personalitat als respectius nuclis urbans al centre dels quals se situen.
Complementàriament, com a mostra de la religiositat popular, a la que se suma la tradició i la component d'acte lúdic, se celebren alguns aplecs molt arrelats a capelles i ermites. A Sant Climent Sescebes se celebra una romeria a l'ermita de la Mare de Déu del Camp (Garriguella), el segon dissabte de maig. També se celebra un aplec a l'ermita d'origen romànic de Sant Esteve del Llop (Darnius), el segon diumenge de setembre.
A Sant Climent Sescebes se celebra, des de finals de la dècada dels 70, la representació de la Passió de Setmana Santa al camp d'oliveres anomenat «Horta d'en Cusí».

## Possible evolució
La possible evolució dels escenaris paisatgístics té una correspondència amb les dinàmiques específiques identificades als diversos àmbits territorials. La vall del Llobregat és previsible que, des de la perspectiva paisatgística, es vegi seriosament afectada en cas d'executar-se tot el reguitzell d'infraestructures viàries i energètiques concebudes i en divers grau de tramitació que hi ha: el tren d'alta velocitat (TAV), l'ampliació a un tercer carril per sentit de l'autopistaAP-7, al desdoblament de la carretera N-II (A-2) i la interconnexió elèctrica de molt alta tensió al seu tram transfronterer. Per tant, és un àmbit en el qual el fons de vall pot patir una progressiva desnaturalització dels atributs ecològics i del seu paisatge, amb un riu Llobregat excessivament estrangulat i a on el domini visual sigui guanyat pels terraplens i les infraestructures lineals. En un futur, és d'esperar que aquest es mantingui com a lloc de pas privilegiat del corredor mediterrani, per tant, es mantinguin les actuacions en aquest àmbit, tant per ampliacions de les infraestructures existents com per les noves que puguin sorgir de caràcter regional.
La instal·lació de parcs eòlics propers a la vall del Llobregat, com els tres autoritzats al municipi de Campmany (Serra de l'Hoste, Serra Comunera i Banys de la Mercè) i el de Biure (Passamilàs) pot tenir una afectació visual intensa, ja que en el marc del Pla de l'energia de Catalunya pel període 2006-2015, la Generalitat de Catalunya ha definit aquestes àrees, entre d'altres que afecten els municipis d'Agullana, Campmany, Cantallops, Espolla, la Jonquera, Masarac, i Sant Climent Sescebes, dins les Zones de Desenvolupament Prioritari (ZDP) que acolliran parcs eòlics a Catalunya, aquest tipus de zones són les assignades per una major capacitat de producció i, per tant, amb una major densitat d'instal·lacions. No obstant, els espais més pròxims al corredor d'infraestructures de l'AP-7, la N-II i el TAV, semblen els més adients per tal de minimitzar l'alteració del paisatge dels Aspres.
Dins l'evolució energètica actual, i tractant-se d'una zona amb una alta disponibilitat de terreny i de radiació solar important, és de preveure també la possibilitat que apareguin nous projectes de generació elèctrica solar, el que implica la necessitat de regular-ne la seva ubicació i la previsió de noves línies elèctriques d'evacuació. En aquest sentit, actualment hi ha un parc solar a Campmany.
Des de la perspectiva urbanística, és de preveure que les transformacions futures es concentrin a la Jonquera. La demanda implicarà la progressiva ocupació amb activitats logístiques i orientades als serveis pel transport de mercaderies dels plans situats al sud del seu nucli urbà, a la riba est del Llobregat (sectors de Mas Pla, Les Oliveres, Mas Morató, Molí d'en Grau i Ascara). De fet, aquest és l'àmbit que aglutina l'engròs de les grans actuacions urbanístiques previstes no només a la vall del Llobregat sinó al conjunt dels Aspres.
Pel que fa a la resta de la unitat, no es preveuen creixements importants ni de les zones urbanes ni industrials, limitant-se aquestes a la millora i compleció dels nuclis existents per a ús residencial bàsicament. Cal preveure, però, la compatibilitat d'aquestes actuacions amb el manteniment del caràcter i estructura urbanes existents, per tal de mantenir aquest com un dels elements definidors de la unitat.
La dinàmica futura del paisatge del sector més occidental,contràriament, no és d'esperar que es vegi alterada per grans operacions urbanístiques ni infraestructurals. És molt més factible que les mutacions principals es vinculin a l'evolució de determinades activitats agro-forestals. Per la tendència seguida a les darreres dècades, tot apunta que l'escassa agricultura que subsisteixi serà la dels plans més immediats als nuclis urbans o a aquelles explotacions disperses ubicades en emplaçaments accessibles i sòls més favorables. A la resta, les formacions forestals poden acabar envaint la totalitat de les zones antigament conreades, configurant una única gran massa. Al procés de creixement i densificació dels boscos en el futur s'afegeixen els dubtes que susciten la manca de planificació d'unes superfícies tan extenses i continuades. En el context assenyalat, el manteniment dels aprofitaments surers s'apunta com una de les millors garanties de rendibilitat i de gestió de les masses.
Així, serà cabdal l'evolució de la demanda surera comercial als propers anys i que la qualitat de la matèria primera d'aquests boscos tingui el reflex corresponent a efectes de benefici. En el procés esmentat, la no existència de centres transformadors en origen dificulta el repte, així com el necessari reforçament dels vincles entre els habitants dels pobles, per una banda, i dels seus boscos, per l'altra. Tampoc es pot perdre de vista els efectes negatius d'algunes plagues i malalties que ataquen l'arbre i de la utilització de productes sintètics substitutius del suro.
Cal valorar la repercussió que pot tenir des de la perspectiva del risc de grans incendis forestals el fet de disposar de boscos en augment però progressivament menys gestionats. Tot plegat, en un marc en què els efectes del canvi climàtic es podrien traduir, a l'escala local, en uns estius més secs i calorosos.

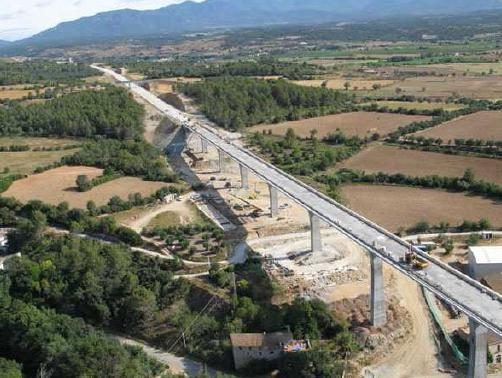
Construcció del TAV a Pont de Molins.

El mosaic que encara es manté entre els àmbits forestals i els agrícoles, amb els seus conreus fortament arrelats dependrà, justament, de la bona acollida en el mercat que continuïn tenint aquests productes, però també de les polítiques sectorials de suport (polítiques agrària comuna o bé de desenvolupament rural). L'exemple més rotund és el de la vinya, que, al costat de l'olivera, ha de ser un dels eixos que confereixi, com fa actualment, caràcter i distinció als seus paisatges. Al cas de la vinya, l'existència de cellers i cooperatives a la majoria de localitats del sector oriental i d'una denominació d'origen reconeguda poden ser eines que s'utilitzin per potenciar la seva comercialització com a producte de qualitat. També com a via per fomentar la seva promoció mitjançant visites o com un atractiu més dins l'oferta de turisme rural i de natura. 

## Consorci
Els Aspres d'Empordà és el consorci públic creat l'any 2012 pels Ajuntaments de Cantallops, Capmany, Espolla i Sant Climent Sescebes. El seu objectiu és la promoció, millora i protecció del paisatge d'aquest àmbit territorial, format pels termes d'aquests quatre municipis. Té la seu al mateix edifici de l'Ajuntament de Sant Climent Sescebes.
El nom del Consorci deriva de la unitat de paisatge dels Aspres, segons la caracterització que en fa l'Observatori del Paisatge al Catàleg del Paisatge de les Comarques Gironines. Tanmateix, el seu àmbit territorial també inclou una part de la unitat de paisatge de Salines-Albera, i en una petita part, de la Plana d'Empordà.
El Consorci és administrat i governat pel Consell Plenari, el President i el Vicepresident. El Consell Plenari l'integren fins a vuit representants, que són els alcaldes (o tinent d'alcalde en qui delegui) dels quatre municipis adscrits, més un regidor delegat en representació de cadascun dels seus consistoris.
| Nom                    | Mandat    | Càrrec                           |
| ---------------------- | --------- | -------------------------------- |
| Josep Guiolà i Camps   | 2012-2015 | Alcalde de Sant Climent Sescebes |
| Joan Sabartés i Olivet | 2015-     | Alcalde de Cantallops            |